# Cry Macho (filme)
Cry Macho (bra: Cry Macho - O Caminho para a Redenção; prt: Cry Macho - A Redenção)é um filme americano de neo-western e drama dirigido e produzido por Clint Eastwood, que também estrela o filme. Baseado no romance homônimo de 1975 de N. Richard Nash, o roteiro foi escrito por Nash antes de sua morte em 2000 ao lado de Nick Schenk. O filme foi produzido pela Malpaso Productions de Eastwood e foi lançado nos cinemas pela Warner Bros. Pictures, e digitalmente na HBO Max no mesmo dia, em algum momento de 2021.

## Sinopse
Cry Macho vai estrelar Clint Eastwood como uma ex-estrela do rodeio e criador de cavalos que, em 1978, arruma o emprego de um ex-chefe para levar o filho do jovem para casa e longe de sua mãe alcoólatra. Atravessando a zona rural do México em seu caminho de volta para o Texas, a dupla improvável enfrenta uma jornada inesperadamente desafiadora, durante a qual o cavaleiro cansado do mundo pode encontrar seu próprio senso de redenção ensinando ao menino o que significa ser um bom homem.— Warner Bros. Pictures

## Elenco
- Clint Eastwood[8]
- Eduardo Minett[9]
- Dwight Yoakam[9]
- Natalia Traven[9]
- Horacio Garcia Rojas[10]
- Fernanda Urrejola como a mãe do menino[11]

## Lançamento
Em seu anúncio inicial, foi anunciado que Cry Macho seria lançado nos cinemas pela Warner Bros. Pictures logo após o término das filmagens. No entanto, devido à pandemia COVID-19 e seu  impacto no cinema, foi revelado pela WarnerMedia em 3 de dezembro de 2020, que o o filme, ao lado de todo o plano teatral da empresa, seria lançado "simultaneamente nos cinemas e por meio da plataforma de streaming da WarnerMedia HBO Max", em algum momento de 2021.

## Recepção
No agregador de críticas Rotten Tomatoes, que categoriza as opiniões apenas como positivas ou negativas, o filme tem um índice de aprovação de 51% calculado com base em 68 comentários dos críticos que é seguido do consenso: "Cry Macho prova que Clint Eastwood continua sendo um cineasta econômico e uma presença carismática na tela - embora seja um estranho para este projeto em particular."  Já no agregador Metacritic, com base em 34 opiniões de críticos que escrevem para a imprensa tradicional, o filme tem uma média ponderada de 58 entre 100, com a indicação de "críticas mistas ou neutras."